# Peperomia trichocaulis
Peperomia trichocaulis är en pepparväxtart som beskrevs av William Trelease. Peperomia trichocaulis ingår i släktet peperomior, och familjen pepparväxter. Inga underarter finns listade i Catalogue of Life.